# راجندرا کومار
راجندرا کومار (انگلیسی: Rajendra Kumar; ۲۰ ژوئیهٔ ۱۹۲۹ – ۱۲ ژوئیهٔ ۱۹۹۹) یک هنرپیشه، تهیه‌کننده، و کارگردان اهل هند بود. وی بین سال‌های ۱۹۴۹ تا ۱۹۹۸ میلادی فعالیت می‌کرد.
از فیلم‌ها یا برنامه‌های تلویزیونی که وی در آن نقش داشته‌است می‌توان به مادر هند اشاره کرد.

## فیلم‌شناسی
فهرست برخی از فیلم‌هایی که راجندرا کومار در آن‌ها به ایفای نقش پرداخته‌است:
- مادر هند
- سنگام
- زمین
- چراغ خانه روشنایی خانه
- قلب یک معبد است
- زندگی
- نام من ژوکر است
- گل
- دارماپوترا
- گل خاک
- دو جاسوس
- من با شما ملاقات می‌کنم
- نام تو شکستن غم
- چالش
- جهان طلایی
- بلوند و سیاه
- سوراچ
- آسمان‌ها تعظیم کردند
- راهب زن
- یک ممنوعیت
- به محض اینکه آمدی بهار رسید
- پرنده شکاری
- تنها نرو
- ناشناخته
- بی‌بازگشت به تو
- ثروت و دارایی